# Niels Elers Koch
Niels Elers Koch (født 31. marts 1951, Aarhus) er en dansk direktør og chefredaktør.
Koch blev uddannet som forstkandidat fra Den Kongelige Veterinær- og Landbohøjskole i 1975 og dr.agro. i 1985 fra samme sted.
Han har flere æresdoktorgrader og æresprofessorater.
Koch har været chefredaktør og administrerende direktør for Trap Danmark side 2014 og chefredaktør for Den Store Danske siden 2019.